# Кипчаковское сельское поселение
Кипчаковское се́льское поселе́ние — сельское поселение в Кораблинском районе Рязанской области.
Административный центр — село Кипчаково.

## Население
| 2010  | 2012  | 2013  | 2014  | 2015  | 2016  | 2017  |
| ----- | ----- | ----- | ----- | ----- | ----- | ----- |
| 1343  | ↗1389 | ↗1413 | ↘1397 | ↘1351 | ↗1375 | ↘1354 |
| 2018  | 2019  | 2020  | 2021  |       |       |       |
| ↗1361 | ↘1342 | ↗1357 | ↗1379 |       |       |       |

## Состав сельского поселения
В состав сельского поселения входят 14 населённых пунктов:
| №  | Населённый пункт | Тип населённого пункта       | Население |
| -- | ---------------- | ---------------------------- | --------- |
| 1  | Григорьевское    | деревня                      | 37        |
| 2  | Жаркое           | деревня                      | 38        |
| 3  | Ибердский        | посёлок                      | 428       |
| 4  | Кикино           | село                         | ↘6        |
| 5  | Кипчаково        | село, административный центр | ↘461      |
| 6  | Княжое           | село                         | ↘169      |
| 7  | Конобеево        | деревня                      | 2         |
| 8  | Красная Горка    | деревня                      | 29        |
| 9  | Красная Поляна   | деревня                      | 19        |
| 10 | Малиновка        | деревня                      | 0         |
| 11 | Набережная       | деревня                      | 1         |
| 12 | Приянки          | деревня                      | ↘83       |
| 13 | Сосновка         | деревня                      | 25        |
| 14 | Хомутск          | деревня                      | 45        |